# Роберт ван де Валле
Роберт ван де Валле (нід. Robert Van de Walle; нар. 20 травня 1954, Остенде, Бельгія) — бельгійський дзюдоїст, олімпійський чемпіон 1980 року, бронзовий призер Олімпійських ігор 1988 року, багаторазовий призер чемпіонатів світу та Європи.

## Виступи на Олімпіадах
| Олімпіада         | Дисципліна    | Місце |
| ----------------- | ------------- | ----- |
| Монреаль 1976     | до 95 кг      | 18    |
| Москва 1980       | до 95 кг      | 1     |
| Москва 1980       | відкрита вага | 10    |
| Лос-Анджелес 1984 | до 95 кг      | 18    |
| Сеул 1988         | до 95 кг      | 3     |
| Барселона 1992    | до 95 кг      | 7     |